# Як-14
Як-14 - радянський десантний планер конструкції О. С. Яковлєва, розрахований на перевезення 35 десантників.

## Історія створення
Після закінчення Другої світової війни у розвитку повітряно-десантних військ у СРСР з метою підвищення їх ефективності розпочалися роботи зі створення транспортних планерів для транспортування озброєння, військової техніки та солдатів.  Серед замовлених проектів був середній транспортний планер, розробка та будівництво якого були доручені команді на чолі з Олександром Сергійовичем Яковлєвим.
Розроблений Яковлєвим планер отримав позначення Як-14 і був побудований в 1948 році.  У 1949 році він був офіційно продемонстрований на свято радянської авіації, а потім запущений у серійне виробництво. Було збудовано 413 планерів цього типу.
Планер Як-14 після початку серійного виробництва увійшов у використання десантних підрозділів Радянської Армії СРСР. Він використовувався для перевезення обладнання, наприклад, 76-мм гармат з автомобілем ГАЗ-67Б або самохідної зброї АСУ-57.  Планер Як-14 буксирувався літаками Іл-12Д.  Планери використовувалися в десантних частинах до кінця 1950-х років, коли їх почали замінювати літаки Ан-12, гелікоптери Мі-4 і Мі-6.
У березні 1954 року ці планери використовувалися для доставки обладнання (включаючи бульдозери) на арктичну дослідницьку станцію «Північний полюс - 4» (СП-4), розташовану на крижині недалеко від Північного полюса.  Бульдозер доставили на мис Шмідта чотирма літаками у розібраному вигляді.  Переліт був здійснений із Москви і зайняв 109 годин.  Доставити бульдозер на станцію СП-4 було вирішено одним планером, але при цьому пішли на порушення, тому що вага була на 700 кг більшою за вантажопідйомність Як-14.  В інші планери завантажили двигуни з електрогенераторами, буровий верстат та РЛС системи посадки.  Через 4 години 40 хвилин планери здійснили посадку на льодовому аеродромі, а буксирувальники після відчеплення повернулися на острів Врангеля. Це був єдиний випадок використання планерів для транспортування в Арктиці.
Декілька планерів Як-14 отримала чехословацька авіація де вони отримали позначення NK-14.  Як і СРСР, вони використовувалися до кінця 1950-х років.
У 1950-х років ера десантних планерів закінчилася.  На зміну їм прийшли важкі транспортні літаки та вертольоти. Такі переваги планерів, як безшумність польотів та дешевизна виготовлення не змогли переважити недоліки, такі як одноразовість застосування та обмеження на вибір місця посадки, порівняно з новоствореними транспортними засобами.

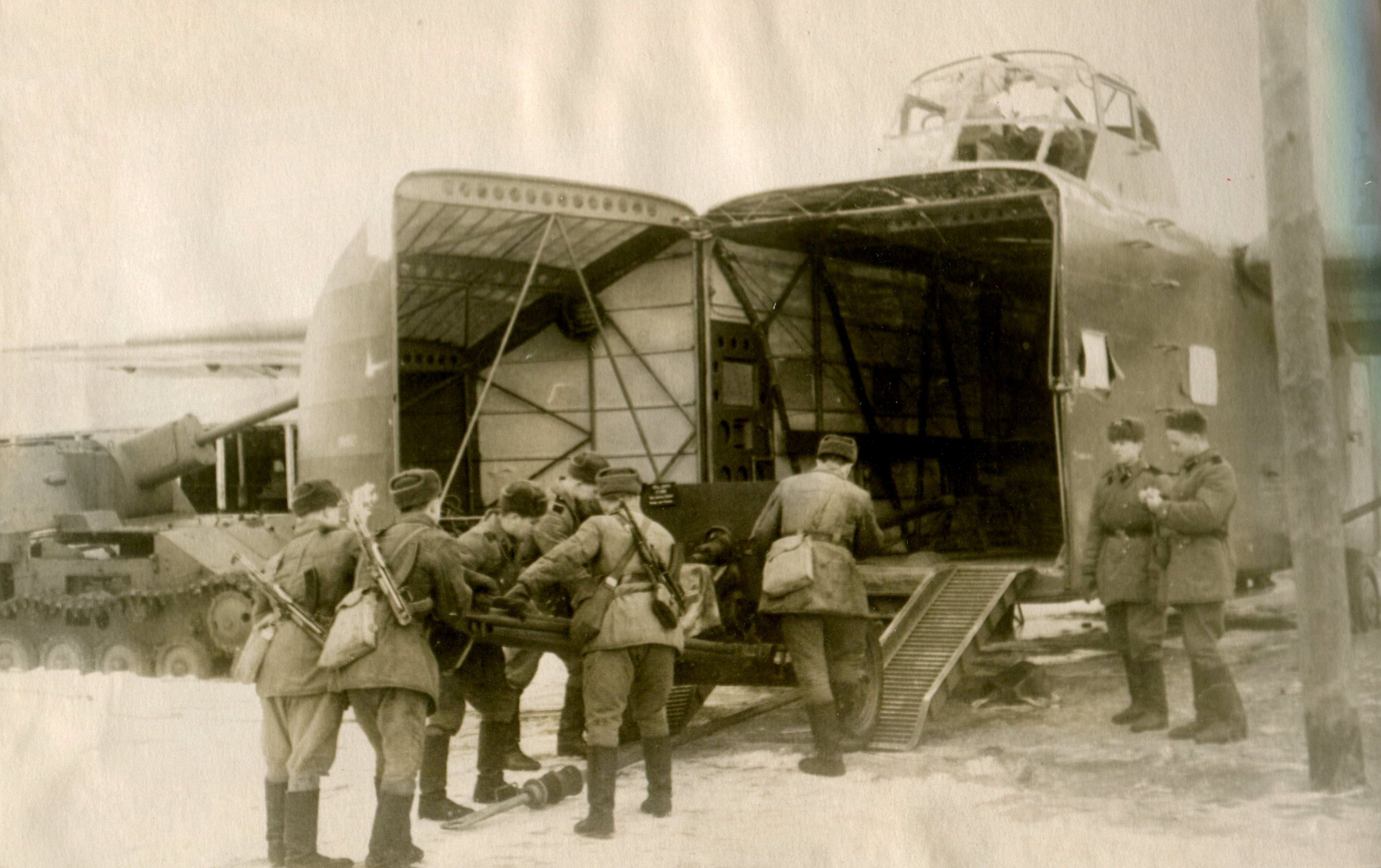
Завантаження 76-мм гармати в планер Як-14.

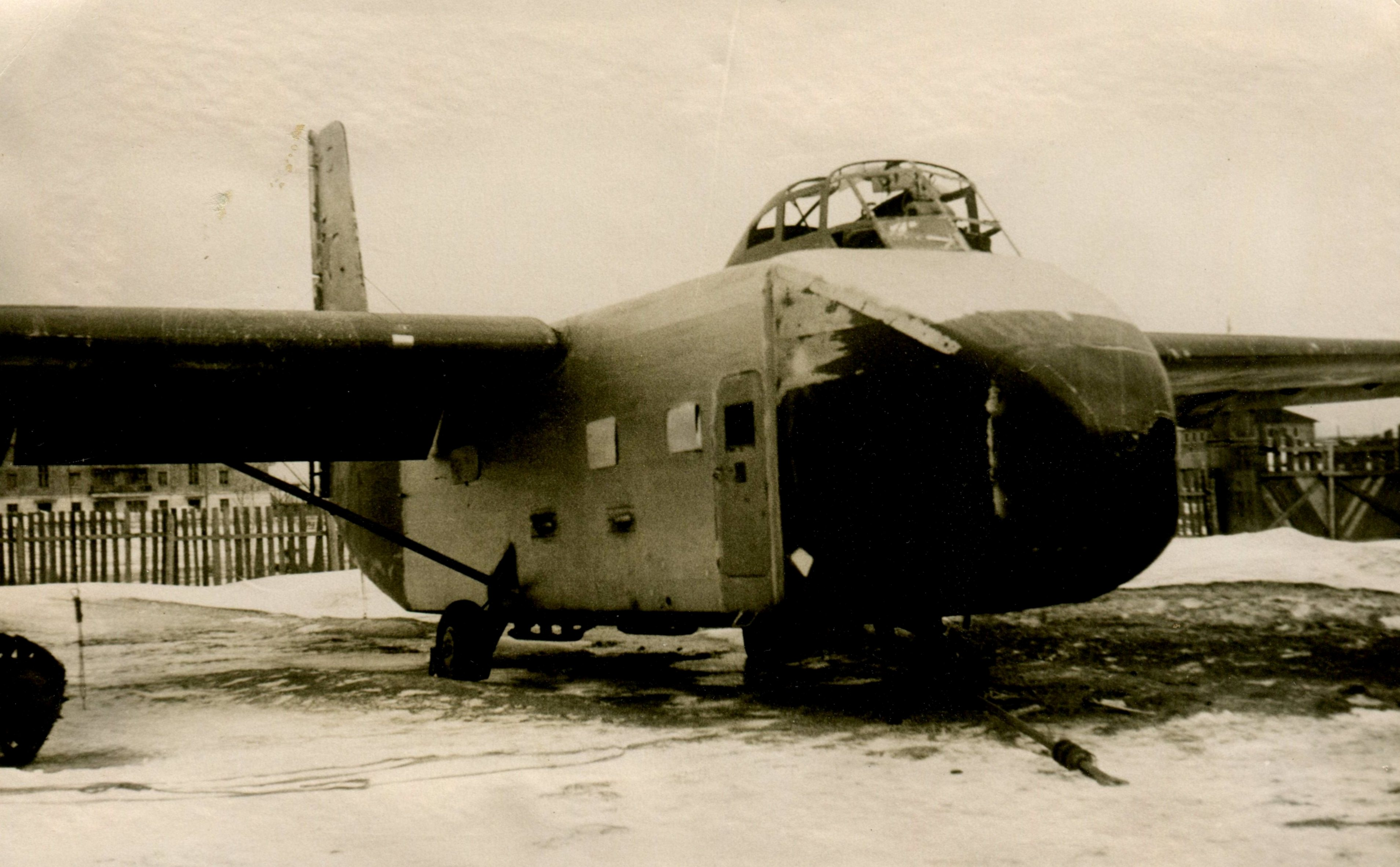
Як-14.

## Виробництво
| Заводи \ роки                | 1948 | 1949 | 1950 | 1951 | 1952 | Всього |
| ---------------------------- | ---- | ---- | ---- | ---- | ---- | ------ |
| Завод № 47 (Оренбург)        | —    | —    | 13   | 79   | 60   | 152    |
| Завод № 168 (Ростов-на-Дону) | —    | 5    | 176  | 80   | —    | 261    |
| Завод № 464 (Долгопрудний)   | 3    | 1    | —    | —    | —    | 4      |

## Конструкція
Машина являє собою моноплан з високо розташованим крилом, з підкісним кріпленням.  Основний конструкційний матеріал — стапельні хромансилеві труби, листовий дюралюміній та полотно.
Фюзеляж— складався з трьох частин: передньої, середньої та хвостової і мав прямокутний перетин.  Каркас фюзеляжу - зварена просторова ферма із хромансилевих труб.  Середня частина – вантажний відсік.  Поперечну жорсткість вантажного відсіку забезпечували шість рам, до яких кріпилися крило, підкоси та шасі.  Поздовжній силовий набір — дюралюмінієві стрінгери, які накладалися на каркас.  До стрінгерів приклеювалася полотняна обшивка.  Вантажний відсік мав двері на кожному борту.  Двері могли відчинятися в польоті, наскільки можна покидана планера десантниками.
Носова та хвостова частини фюзеляжу кріпилися до каркаса на шарнірах і могли відкидатися: носова в праву сторону, а хвостова в ліву сторону, що забезпечувало наскрізний доступ до вантажного відсіку.  У вантажному відсіку було встановлено скоби для швартування вантажів.  Десантники розташовувалися на бортових сидіннях.  Розрахункова кількість десантників 35 - 37 людей.
Попереду над вантажним відсіком розташовувалася кабіна екіпажу.  Екіпаж складався з двох людей.  Кабіна була зміщена вліво для покращення огляду при посадці.  Доступ до кабіни був можливий як із вантажного відсіку, так і зовні.  При аварійному покиданні планера в польоті вхідні двері скидалися.  Пілотська кабіна, що виступає, знижувала аеродинамічна якість планера, але забезпечувала зручність вантажно-розвантажувальних робіт і безпеку екіпажу при зіткненні з наземними перешкодами.
Крило — однолонжеронне складається із середньої частини та консолей.  Середня частина мала прямокутну форму у плані, а консолі трапецієподібну.  Кожна консоль кріпилася до фюзеляжу у двох точках і підтримувалася підкосом та контрпідкосом.  Поздовжній силовий набір - лонжерон зварений зі сталевих труб, стінка лонжерона склепивалась з дюралюмінієвих куточків і листів, і стрінгера.  Поперечний силовий набір – 32 нерв'юри ферменної конструкції, склепані з дюралюмінієвих профілів.  Обшивка металева змінної товщини.
Механізація крила - дві секції щілинних закрилків і дві секції елеронів.  Елерони та закрилки мали металевий каркас та полотняну обшивку.  На внутрішній секції лівого елерона встановлювався тример.  На верхній поверхні крила встановлювалися пластинчасті інтерцептори.
Хвостове оперення — однокільове, класичної схеми.  Стабілізатор складається із двох консолей, які кріпляться в нижній частині кіля.  Для забезпечення жорсткості стабілізатор з'єднаний додатково розчалками з кілем та фюзеляжем.  Конструкція стабілізатора, кіля, кермів висоти та напрямки схожа – металевий каркас та полотняна обшивка.  Кермо висоти та кермо напряму забезпечені триммерами.
Шасі - посадковий пристрій планера складається з триколісного шасі з носовим колесом і посадкових лиж.  Основні стійки мали гальмівні колеса.  Носова стійка, що самоорієнтується.  Колеса на всіх стояках одинарні.  Амортизація стійок повітряно-масляна.  Дві посадкові лижі з гумовою пластинчастою амортизацією розміщені на днищі фюзеляжу в районі кріплення основних стійок.  Лижі багатошарові виклеєні з дерева різних порід.  На днищі хвостової частини фюзеляжу було встановлено металеву захисну дугу.  У разі посадки планера на лижі повітря з амортизаторів випускалося, колеса піднімалися, і полозья лиж входили в контакт із землею.  Також надходили і під час проведення вантажно-розвантажувальних робіт зменшення висоти підлоги над землею.
Управління — управління планером складається із штурвалів і педалей.  Проведення управління м'яке тросове.  Всі керма забезпечені триммерами.  Випуск та прибирання закрилків провадиться від бортової повітряної системи.  Від повітряної системи проводилося управління амортизаторами та гальмами шасі.  Управління інтерцепторами - механічне тросове.
Обладнання та системи планера — входить повітряна, електрична системи та пілотажно-навігаційний комплекс, що включає найнеобхідніші прилади: покажчик крену та ковзання, висотомір, покажчик швидкості, варіометр, годинник та магнітний компас.  Локаційна система «Стриж» дозволяла визначати положення буксирувальника за умов поганої видимості.  Радіостанція літака забезпечувала зв'язок екіпажу з командиром десанту та з екіпажем літака-буксирувальника.  Радіостанція забезпечувала зв'язок у радіусі 140 - 150 км при висоті польоту 1000 метрів.  Електрична система запитувала зв'язне обладнання, освітлення пілотської та вантажної кабін, аеронавігаційні вогні та посадкову фару та складалася з акумулятора та електрогенератора.  Повітряна система мала два сферичні балони ємністю по 22 літри.

## Модифікації
- Як-14 Базовий виробничий варіант.

- Як-14МІ Версія підвищеної вантажопідйомності, виготовлялась з 1951 року.
- НК-14 ("Nakladni kluzak" – вантажний планер)

## Технічні характеристики
Екіпаж: 2 особи, 27 (максимально — 35) десантників
- Довжина: 18,44 м
- Розмах крила: 26,17 м
- Висота: 7,20 м
- Площа крила: 83,30 м²
- Маса порожнього: 3082 кг
- Маса спорядженого: 6750 кг
- Нормальна злітна маса: кг
- Максимальна злітна маса: кг
- Двигуна немає